# Aglaoctenus castaneus
Aglaoctenus castaneus är en spindelart som först beskrevs av Cândido Firmino de Mello-Leitão 1942.  Aglaoctenus castaneus ingår i släktet Aglaoctenus och familjen vargspindlar. Inga underarter finns listade i Catalogue of Life.